# Monte Cornaggia
Il monte Cornaggia (922 m s.l.m.) è una montagna appartenente al gruppo del Mergozzolo  nelle Alpi Pennine.

## Geografia

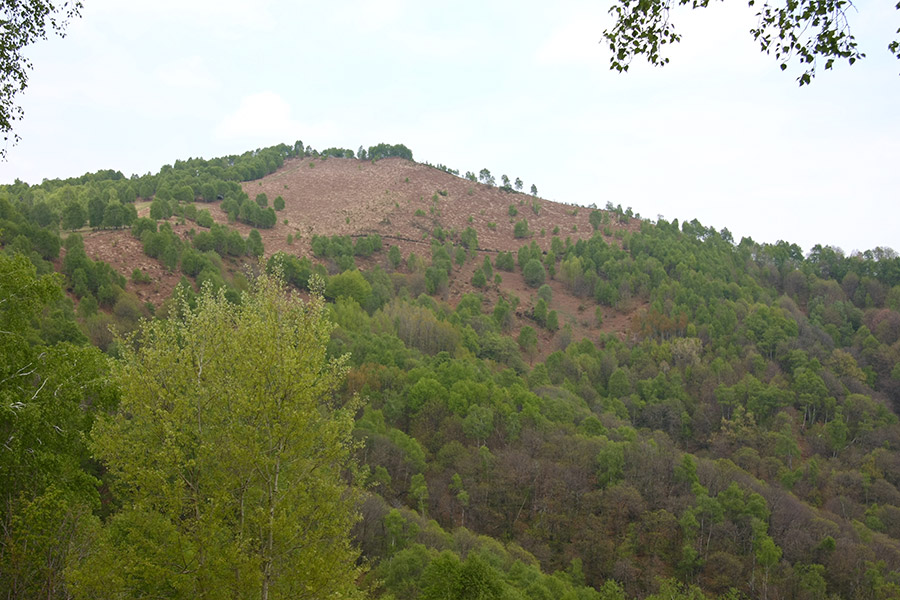
Il versante sud-est

Il Cornaggia si trova in provincia di Novara, al confine tra comuni di Armeno, Nebbiuno e Massino Visconti.  La sua prominenza topografica è di 229 metri.
La montagna funge da spartiacque tra la valle dell'Agogna e la valle del torrente Valleggia che a sua volta confluisce nell'Erno. Dalla sua cima si gode di una ottima vista sulla zona circostante.

## Storia

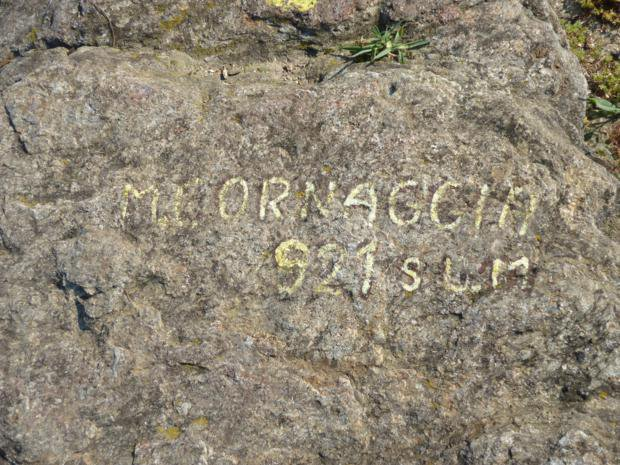
L'incisione sul monte Cornaggia

Ritrovamenti archeologici fanno pensare che il luogo fosse abitato fin da tempi remoti da popolazioni liguri e celtiche, come verificato da un ritrovamento di una tomba risalente al IV secolo a.C. nella zona di Lavignino.

## Accesso alla vetta
La cima del monte Cornaggia può facilmente essere raggiunta a piedi con vari itinerari escursionistici, partendo ad esempio da Fosseno (Nebbiuno), da Colazza o da Pecorino (Ameno).

## Bibliografia

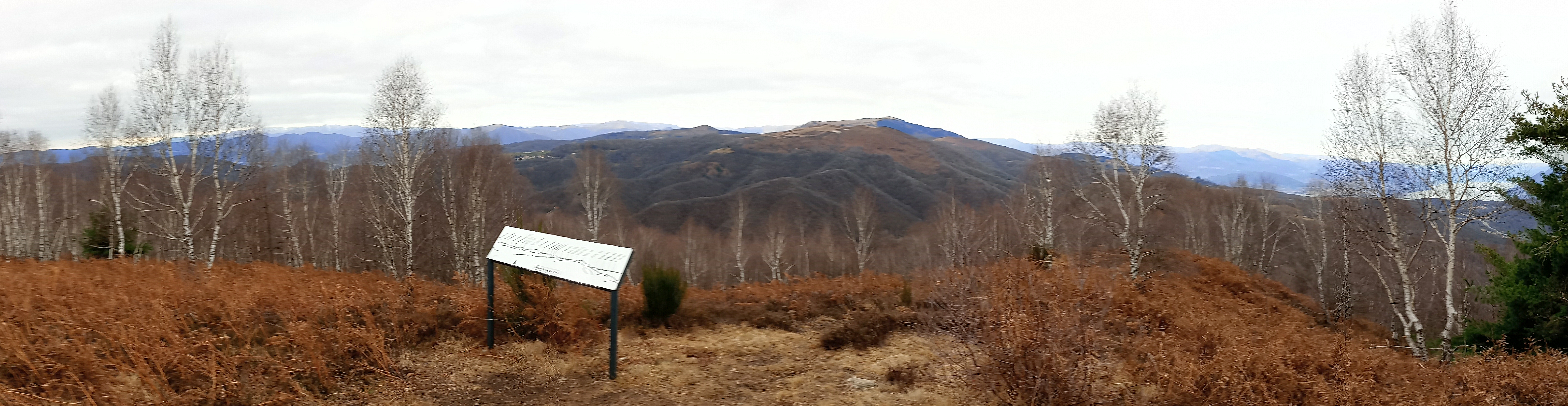
Vista invernale verso il Mottarone
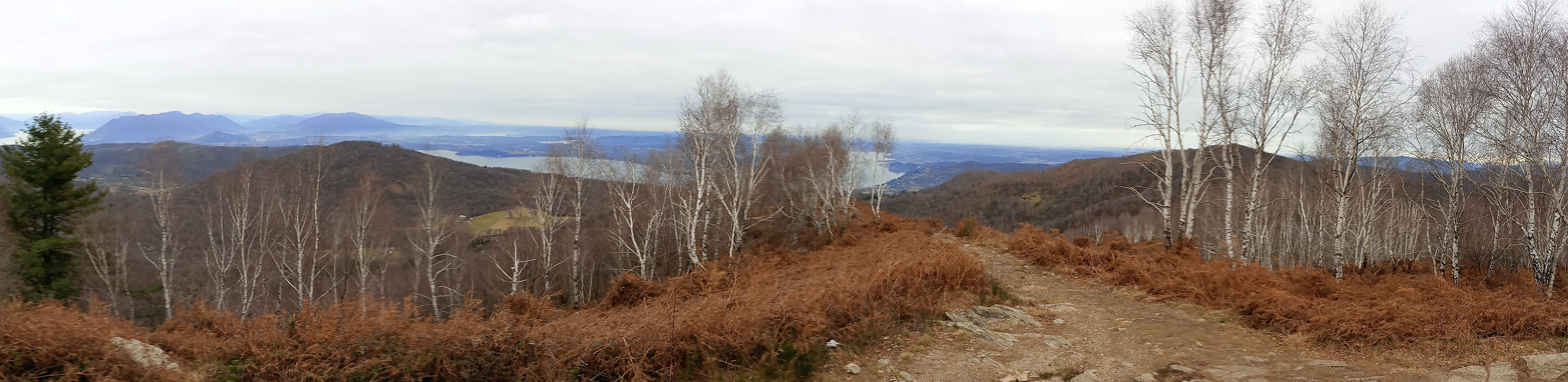
Vista invernale verso il Lago Maggiore, a sinistra il Campo dei Fiori e il Monte Nudo